# Ian Vermaak
Ian Vermaak (Empangeni, 28 de março de 1933 – 27 de janeiro de 2025) foi um tenista profissional sul-africano.

## Grand Slam finais

### Simples: 1 (0-1)
| Resultado | Ano  | Campeonato    | Piso   | Oponente           | Placar             |
| Vice      | 1959 | Roland Garros | Saibro | Nicola Pietrangeli | 3–6, 6–3, 6–4, 6–1 |